# Lithocarpus glaber
Lithocarpus glaber es una especie de árbol del género Lithocarpus originario de Japón, China y Taiwán.

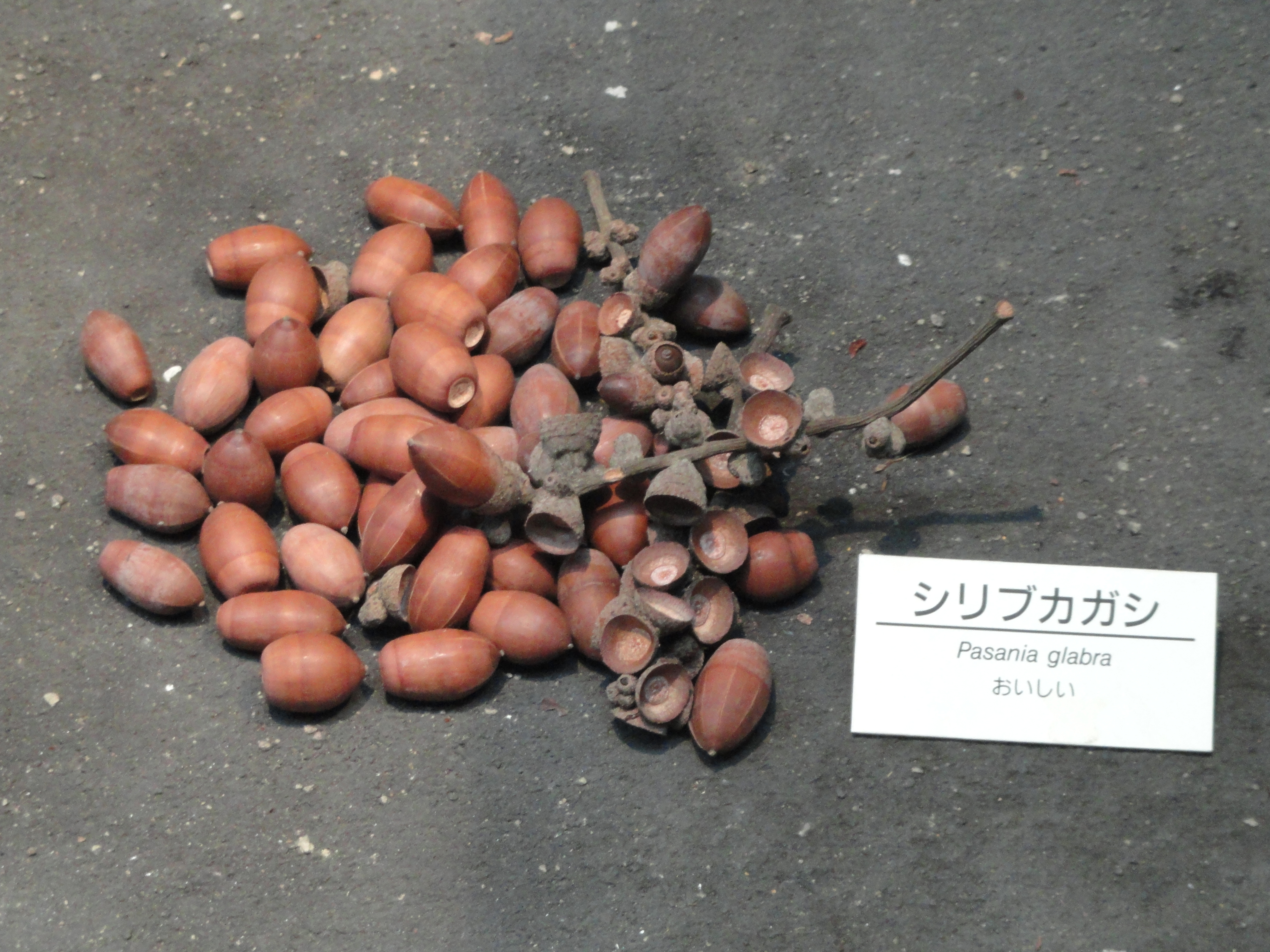
Semillas

## Descripción
Lithocarpus glaber es un árbol de hoja perenne que alcanza un tamaño de 7 a 10 metros de altura.

## Propiedades
Las semillas que tiene forma de una bellota alargada contienen una gran cantidad de tanino y son, por tanto, aptas para el consumo humano solo después de quitar la amargura por remojo y cocinarlas para que sean comestibles. 
Las hojas contienen un tanino con actividad contra los radicales libres.

## Taxonomía
Lithocarpus glaber fue descrita por (Thunb.) Nakai y publicado en Catalogus Seminum et Sporarum in Horto Botanico Universitatis Imperialis Tokyoensis per annos 1915 et 1916 lectorums Imperialis Tokyoensis 8. 1916.
Sinonimia
- Kuromatea glabra (Thunb.) Kudô
- Lithocarpus inversus (Lindl. & Paxton) Nakai
- Lithocarpus thalassicus (Hance) Rehder
- Pasania glabra (Thunb.) Oerst.
- Pasania sieboldiana (Blume) Nakai
- Pasania thalassica (Hance) Oerst.
- Quercus acuta Siebold ex Blume
- Quercus glabra F.Buerger ex Blume
- Quercus glabra Thunb.
- Quercus glauca F.Buerger ex Blume
- Quercus inversa Lindl. & Paxton
- Quercus reversa Benth.
- Quercus sieboldiana Blume
- Quercus thalassica Hance
- Quercus thalassica var. obtusiglans Dunn
- Synaedrys glabra (Thunb.) Koidz.
- Synaedrys thalassica (Hance) Koidz.[4]